# Lasianthus chinensis
Lasianthus chinensis är en måreväxtart som först beskrevs av John George Champion, och fick sitt nu gällande namn av George Bentham. Lasianthus chinensis ingår i släktet Lasianthus och familjen måreväxter. Inga underarter finns listade i Catalogue of Life.